# Latipalpus latipalpis
Latipalpus latipalpis är en skalbaggsart som beskrevs av Moser 1912. Latipalpus latipalpis ingår i släktet Latipalpus och familjen Melolonthidae. Inga underarter finns listade i Catalogue of Life.